# Guerra dels Cavalls Celestials

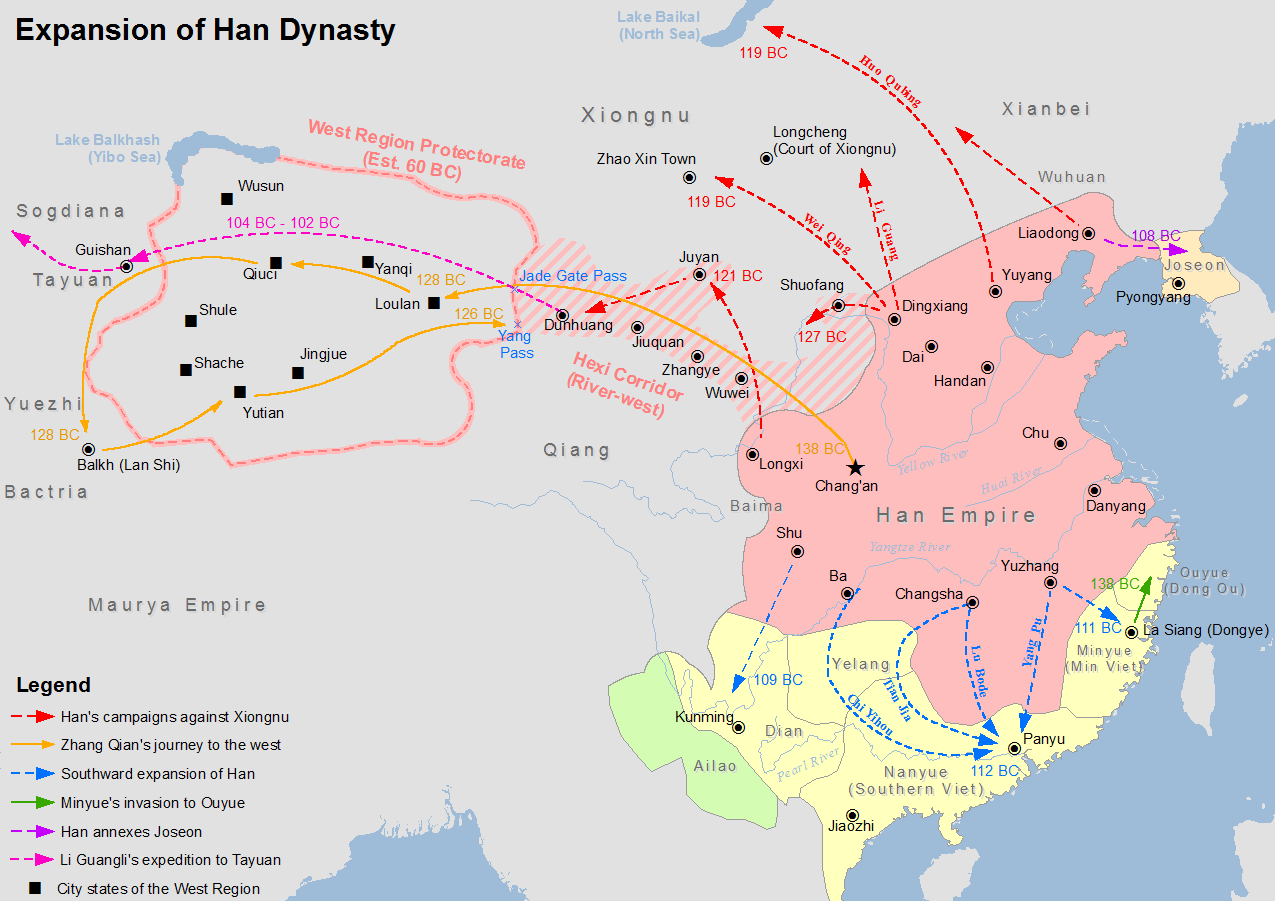
Expansió de la dinastia Han.

La Guerra dels Cavalls Celestials (xinès: 天馬之戰, Tiānmǎ zhī Zhàn) o Guerra Han–Dayuan (xinès: 漢宛戰爭, Hàn Yuān Zhànzhēng) fou un conflicte militar disputat des del 104 aC fins al 102 aC entre la dinastia Han xinesa i el Regne grec de Bactriana, que els xinesos coneixien com a Dayuan ('Grans Jonis'), estat governat pels saces i situat a la vall de Fergana, a l'extrem oriental de l'antic Imperi Aquemènida (actuals Uzbekistan, Kirguizstan i Tadjikistan).
La presència grega a l'Àsia central es remuntava a les conquestes d'Alexandre el Gran. Els xinesos, immersos en la seva guerra contra els xiongnu, una confederació de tribus nòmades de l'estepa eurasiàtica, quan s'assabentaren que els Dayuan tenien «cavalls celestials» que podien resultar-los útil en el seu conflicte contra els xiongnu. La cort Han envià ambaixadors al Regne grec de Bactriana per intentar comprar els cavalls, però els dayuan, que creien que podien actuar amb impunitat per la gran distància que separava el seu estat de la Xina, els confiscaren l'or que portaven com a pagament i els feu matar a Yucheng. La primera expedició punitiva preparada per l'emperador Wu de Han, el 104 aC, fracassà per manca d'organització i de provisions, però la segona, el 102 aC, fou equipada amb molts més homes i provisions. Tot i perdre la meitat dels seus efectius durant la travessia de la conca del Tarim, l'expedició prengué la capital grega d'Alexandria Última, s'endugué tots els cavalls que volgué i reduí el Regne grec de Bactriana a la condició d'estat titella.